# Boron (Californie)
Pour les articles homonymes, voir Boron.
Boron est une census-designated place du comté de Kern, dans l'État de Californie, aux États-Unis,. En 2020, elle compte une population de 2 086 habitants.